# ピーター・キング (第3代キング男爵)
第3代キング男爵ピーター・キング（英語: Peter King, 3rd Baron King、1709年3月13日洗礼 – 1754年3月22日）は、グレートブリテン王国の貴族。ホイッグ党の一員だった。

## 生涯
初代キング男爵ピーター・キングとアン・セイズ（Anne Seys、1689年頃 – 1767年7月1日、リチャード・セイズの娘）の息子として生まれ、1709年3月13日にセント・クレメント・デーンズで洗礼を受けた。
1740年2月10日に兄ジョンが死去すると、キング男爵の爵位を継承した。兄と同様にOut-Ranger of Windsor Forestを務めた。
1754年3月22日に死去、31日にオッカムで埋葬された。生涯未婚だったため、爵位は弟ウィリアムが継承した。